# Una promessa d'estate
Una promessa d'estate (夏の約束 ?, Natsu no yakusoku) è un romanzo di Chiya Fujino. Nel 1999 ha vinto la 122ª edizione del premio Akutagawa. È stato tradotto in Italia da Einaudi, nel 2004.

## Trama
Maruo, impiegato omosessuale obeso, ha trascorso un piacevole picnic sotto i ciliegi in fiore l'anno precedente, assieme al suo ragazzo Hikaru e ad alcune amiche comuni. Tra queste Tamayo, una parrucchiera transessuale che, avendo amato particolarmente la compagnia, propone al gruppo di andare in campeggio l'anno a venire.
Avvicinandosi ormai l'estate del campeggio, Tamayo ricorda a tutti la promessa, dandosi gran da fare per coordinare ferie, impegni, prenotazioni...
Eppure, l'esperienza, cui nessuno ha il coraggio di dire no in maniera decisa, non è particolarmente attesa da nessuno: Maruo è assorbito dal lavoro e dalla frenesia del suo compagno, Hikaru cerca in tutti i modi di convincere Maruo ad iniziare a convivere, Kiku ha problemi economici dovuti allo scarso successo dei suoi libri, Nozomi, si ritrova vittima delle ire di una collega giovane e vendicativa...
Quando Maruo, inaspettatamente libero, decide di vedersi con Tamayo, questa – proprio dopo aver ricordato ancora una volta all'amico del campeggio ormai imminente – viene colpita da una casseruola lanciata in strada durante una lite familiare da alcuni vicini. 
A Maruo, Hikaru, Kiku e Nozomi non resta che andare a trovare Tamayo all'ospedale, a causa della frattura della mandibola e prendersi cura a turno della cagnolina Apollo. Il campeggio, senza troppi dispiaceri, viene rimandato vagamente all'anno dopo.

## Personaggi
- Maruo Matsui: impiegato da anni in un'azienda e dichiaratamente gay da anni, Maruo non ha mai superato la di diffidenza e l'ostilità che i colleghi provano nei suoi confronti; per questo finisce per annegare gran parte delle sue frustrazioni nel cibo. Croce e delizia è anche il suo fidanzato Hikaru, più giovane e costantemente alla ricerca di attenzioni dal partner.
- Hikaru Mikihashi: redattore [freelance], Hikaru è un giovane energico ed amichevole. Con grande facilità riesce a stringere amicizia con tutti. Spesso, a causa del suo atteggiamento infantile ed egocentrico, riese ad irritare il compagno Maruo, solitamente impassibile di fronte a qualsiasi provocazione.
- Kikue Tanabe: scrittrice amica stretta di Nozomi e Tamayo. Costantemente in ristrettezze economiche a causa dello scarso successo che hanno i suoi libri, Kikue è tuttavia una persona molto ospitale e disponibile verso gli amici. Suo grande tormento è il senso di colpa nei confronti del fratello, che soffre di un ritardo mentale. Gli stessi suoi ricordi d'infanzia relativi al campeggio la portano a riprovare il senso di inutilità e rifiuto provato quando, preso di mira da alcuni bulli, il fratello le chiese aiuto e lei rifiutò.
- Nozomi Iwabuchi: impiegata in una ditta, Nozomi viene spesso presa in giro dai colleghi per lo scarso buon senso, al punto di dirle tra lo scherzo e lo scherno di aver perso parte del cervello nell'aborto spontaneo che sua madre rischiò prima che Nozomi nascesse.

Particolarmente debole alla tentazione dell'alcol, si ripromette senza molto successo già da tempo dismettere di bere, anche perché a causa del suo comportamento in stato di ebbrezza ha finito per scontrarsi con una violenta collega più giovane, con la quale ha avuto un vero e proprio scontro fisico.
- Tamayo Hirata: parrucchiera transessuale, ha un legame morboso con la sua cagnolina Apollo. Del gruppo è la sola ad organizzare l'evento del campeggio e ad imporlo come impegno improrogabile a tutta la compagnia.
- Kaoru Okano: vicina di casa si Maruo, abita al primo piano della piccola casa che divide coll'impiegato. Silenziosa e discreta, ha alle spalle una difficile storia d'amore con un uomo che ha scoperto già sposato. Incapace tuttavia di lasciarlo anche dopo averlo scoperto quale adultero, ne cerca ancora spasmodicamente le attenzioni. Senza mai aver stretto alcun rapporto amichevole col vicino, sotto l'entusiasta spinta di Hiakru finisce per divenire anche lei un'amica della coppia. È convinta di saper predire il futuro se in trance e stesa su un comodo divano.

## Edizioni
- Fujino Chiya, Una promessa d'estate, traduzione di Bruno Forzan, Einaudi, 2004,  p. 98, ISBN 978-88-06-16223-8.